# Zlatni rt

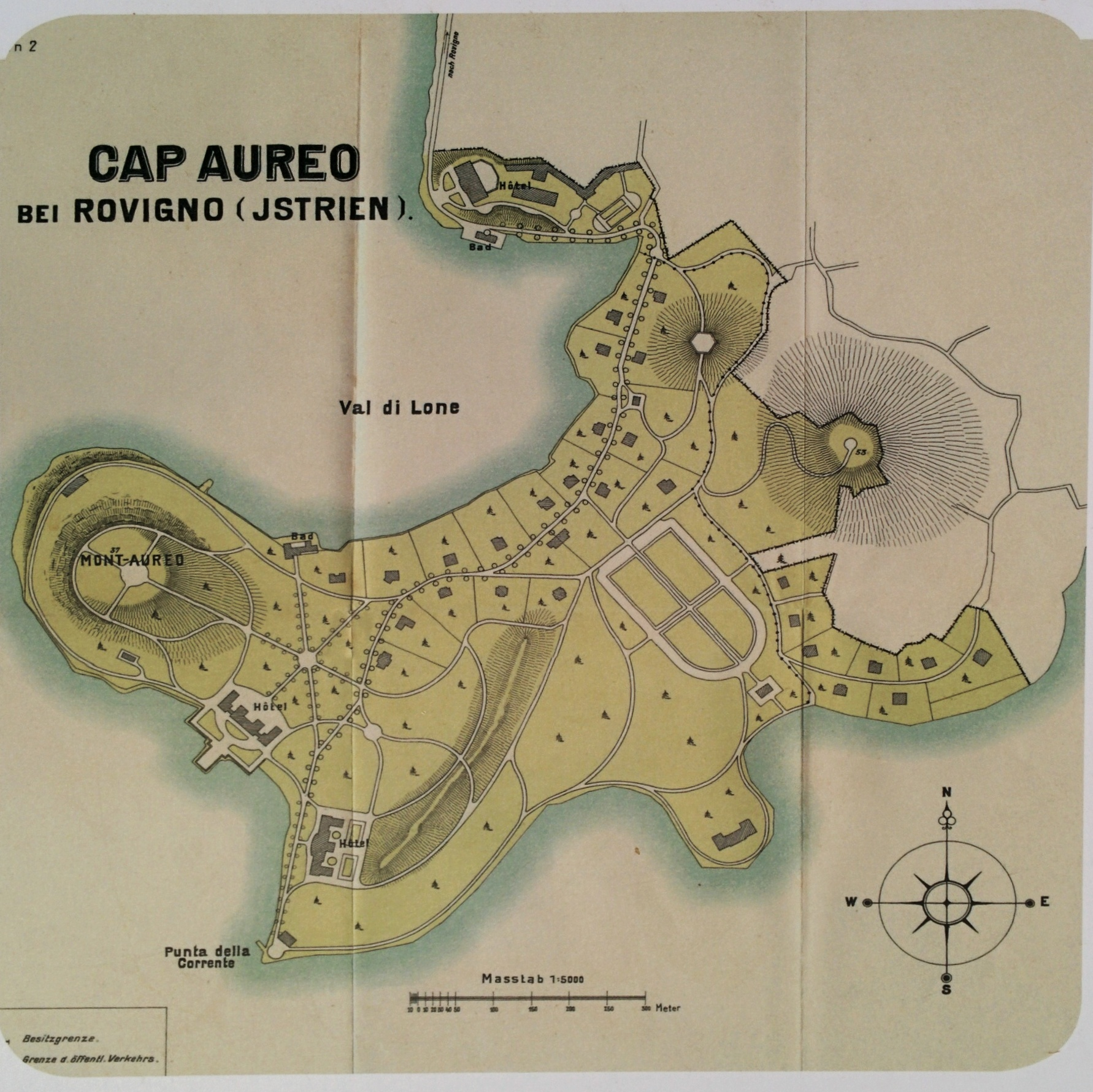
Übersichtskarte des damals geplanten Parks

Der Waldpark Zlatni rt (kroatisch für „Goldenes Kap“), auch bekannt unter dem Namen Punta Corrente, ist das älteste unter Naturschutz gestellte Gebiet in der Gespanschaft Istrien und eines der ältesten in Kroatien.

## Beschreibung
Zlatni rt befindet sich auf der gleichnamigen Halbinsel etwa 1,5 km südlich der Altstadt Rovinjs (Kroatien) und hat eine Fläche von 52,4 ha. Der Park erstreckt sich auch über die Gebiete Punta Corrente, Montauro, Škaraba, Monvi und Monte Mulini.
Im Waldpark wechseln sich Teile eines Naturwaldes (Pinien, Steineichen, Olivenbäume, …) und Anpflanzungen exotischer Bäume und Gewächse (z. B. Aleppokiefern, Ginkgos, Eukalypten, Himalaya-Zedern, Douglasien…) ab. Das macht Zlatni rt zum größten botanischen Garten Istriens.
Am westlichen Ende der Halbinsel (Kap Montauro) befindet sich ein alter Steinbruch, der bereits in der Römerzeit benutzt wurde und später das Baumaterial für den Dogenpalast und andere Gebäude in Venedig lieferte. Die steilen Felswände werden heute zum Klettern oder als natürlicher Aussichtspunkt genutzt.

## Geschichte
Um 1890 begann der österreichische Industrielle und Ritter Johann Georg von Hütterott mit der Gestaltung des Waldes südlich von Rovinj, sein Ziel war ein klimatischer Kurort mit dem Namen Cap Aureo (lateinisch für Goldenes Kap), geplant waren Hotels, Villen und ein Bad- und Sportgelände. Hütterott kaufte dazu auch die vier Inseln Sveti Andrija (St. Andreas), Maškin, Sturag (Šturago) und Sveti Ivan (St. Johannes). Aufgrund seines frühen Todes wurde das Projekt nicht fertiggestellt, mit der visionären Idee begann allerdings die Entwicklung des Tourismus in Rovinj. Viele der fertig gestellten Anlagen bestehen bis heute.
1961 wurde Zlatni rt zusammen mit dem bei Vestar liegenden Kap Gustinja, dem Moor- und Vogelschutzreservat Palud und einigen kleineren Inseln zum Naturschutzgebiet erklärt und ist deswegen für Motorfahrzeuge geschlossen.  